# Elphel

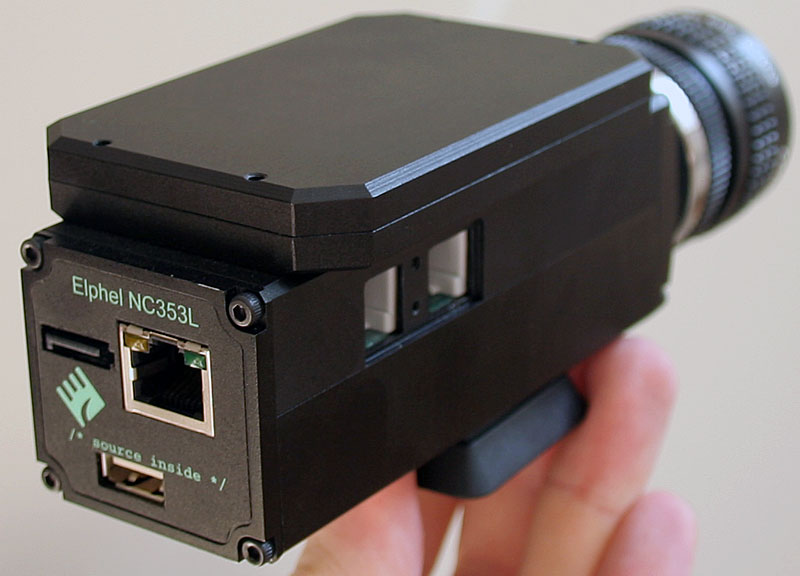
Камера Elphel, модель 353 із вбудованим жорстким диском

 Компанія Elphel розробляє і виробляє камери на основі відкритого апаратного забезпечення та вільного програмного забезпечення, в основному для наукових додатків, хоча їх можна легко адаптувати для різноманітного застосування. Компанію Elphel у 2001 році заснував російський фізик Андрій Філіппов, який емігрував до Сполучених Штатів Америки в 1995 році.
6 грудня 2010 року компанія Elphel запустила свою першу камеру для панорамних знімків (доступна для загалу) під назвою "Elphel Eyesis". Eyesis (розроблена для низьких паралаксів) можна розглядати як наступника для камери, яку компанія Elphel створювали для проекту Google Street View.

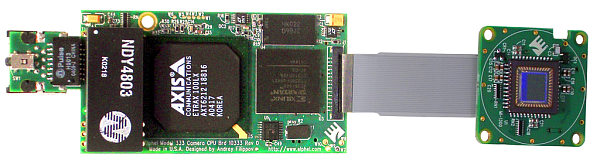
Плата та сенсор камери Elphel 333

## Використання
Відеокамери Elphel використовуються у проектах Google Street View та Google книги, також використовуються безпілотних літальних апаратах Global Hawk, які керуються із НАСА. У Морські лабораторії Мос Лендін використовують камери Elphel в їхньому проекті Submersible Capable of Under Ice Navigation and Imaging (SCINI) — це дослідницький проект для роботів, які будуть розвідувати та досліджувати дно під льодами Антарктиди, і фінансується ННФ. Стенфордський університет розробили камеру Franken camera F2, в якій використовується сенсор Elphel 10383. Група ентузіастів та кінематографістів з усього світу, які є учасниками проекту Apertus,  і працюють над метою поширення цифрового кіно у всьому світі, використовують в своїй роботі камери Elphel.